# Дичево (Болгария)
Дичево (болг. Дичево) — село в Болгарии. Находится в Силистренской области, входит в общину Главиница. Население составляет 512 человек.

## Политическая ситуация
В местном кметстве Дичево, в состав которого входит Дичево, должность кмета (старосты) исполняет Седат  Бейзат Муса (независимый) по результатам выборов.
Кмет (мэр) общины Главиница — Насуф Махмуд Насуф (Движение за права и свободы (ДПС))  по результатам выборов.